# Saint-Michel, Tarn-et-Garonne
Saint-Michel är en kommun i departementet Tarn-et-Garonne i regionen Occitanien i södra Frankrike. Kommunen ligger i kantonen Auvillar som tillhör arrondissementet Castelsarrasin. År 2022 hade Saint-Michel 274 invånare.

## Befolkningsutveckling
Antalet invånare i kommunen Saint-Michel
| Referens: INSEE |